# Prospero Vitelliano
Prospero Vitelliano foi um prelado católico romano que serviu como bispo de Bisignano (1569–1575).

## Biografia
No dia 22 de abril de 1569, Prospero Vitelliano foi nomeado durante o papado de Pio V como Bispo de Bisignano. A 3 de maio de 1569, foi consagrado bispo por Giulio Antonio Santorio, arcebispo de Santa Severina, com Umberto Locati, bispo de Bagnoregio, e Cesare Ferrante, bispo de Termoli, servindo como co-consagradores. Serviu como Bispo de Bisignano até à sua renúncia em 1575.